# Isla de Patos
Pour les articles homonymes, voir Patos (homonymie).
Isla de Patos (littéralement en espagnol île des canards) est une île de la mer des Caraïbes sous la souveraineté du Venezuela. Elle est située à quatre kilomètres de l'extrémité de la péninsule de Paria dans le Golfe du même nom, voisine de dix kilomètres de Chacachacare (des îles Boca) appartenant à Trinité-et-Tobago.
Isla de Patos faisait à l'origine partie de la colonie britannique Trinité-et-Tobago. Le 26 février 1942, l'île fait l'objet d'un échange avec le Venezuela pour résoudre le conflit autour de la possession de Soldado Rock (en). Soldado Rock passe sous contrôle britannique au cours de la Seconde Guerre mondiale.
Faisant partie des Dépendances fédérales, l'île est intégrée dans le périmètre du Parc national Archipel de Los Roques le 9 août 1972.